# Sex Is Comedy
Pour plus de détails, voir Fiche technique et Distribution.
Sex Is Comedy ou Scènes intimes est un film français réalisé par Catherine Breillat, sorti en 2002.

## Synopsis
La réalisatrice Jeanne rencontre des difficultés sévères pendant le tournage de son nouveau film. Bien qu'il fasse froid, il faut tourner une scène de vacances d'été à la mer. 
L'acteur et l'actrice principaux se détestent et doivent s'embrasser passionnément à de nombreuses reprises. Le plus grand problème est sa propre relation troublée avec l’acteur, un jeune homme qui aime la liberté et l'énerve par ses caprices.

## Fiche technique
- Titre : Sex Is Comedy
- Réalisation : Catherine Breillat
- Scénario : Catherine Breillat
- Casting : João Cayatte et Michaël Weill
- Direction artistique : Frédérique Belvaux
- Création des décors : Frédérique Belvaux
- Costumes : Valérie Guégan
- Photographie : Laurent Machuel
- Son : Yves Osmu
- Montage : Pascale Chavance
- Production : Jean-François Lepetit (producteur) et António da Cunha Telles (producteur associé)
- Société de production : Arte France Cinéma, CB Films, Canal+, Centre national de la cinématographie, Flach Film, France Télévision Images 2 et Studio Images 2
- Société de distribution : Rezo Films
- Pays d'origine :  France
- Format : couleurs - 35 mm
- Genre : drame
- Durée : 92 minutes
- Dates de sortie : France : mai 2002 (Festival de Cannes) ; 5 juin 2002 (nationale)

## Distribution
- Anne Parillaud : Jeanne
- Grégoire Colin : acteur
- Roxane Mesquida : actrice
- Ashley Wanniger : Léo
- Dominique Colladent : Willy
- Bart Binnema : directeur de la photographie
- Yves Osmu : ingénieur du son
- Elisabete Piecho : script
- Francis Selleck : directeur de production
- Diane Scapa : chef décorateur
- Ana Lorena : maquilleuse #1
- Claire Monatte : maquilleuse #2
- Arnaldo Junior : chef électricien
- Elisabete Silva : perchiste
- Júlia Fragata : costumière
- Alfredo 'Alebé' Ramalho : machiniste #1
- Rudolfo Santos : machiniste #2
- José Cascais : propriétaire
- Sandra Maia : ?